# Carlo Maria Pedicini
Carlo Maria Pedicini (né le 2 novembre 1769 à Bénévent en Campanie et mort le 19 novembre 1843 à Rome est un cardinal italien du XIXe siècle.

## Biographie
Carlo Maria Pedicini exerce diverses fonctions au sein de la Curie romaine, notamment comme secrétaire de la Congrégation pour la Propaganda Fide. Le pape Pie VII le créé cardinal lors du consistoire du 10 mars 1823. Le cardinal Pedicini est préfet de la Congrégation des immunités ecclésiastiques, préfet de la Congrégation des rites et préfet de la Congrégation pour la Propaganda Fide. En 1840-1841, il est camerlingue du Sacré Collège. Pedicini est le directeur spirituel d'Anna Maria Taigi et contribue à l'ouverture de sa béatification.
Il participe au conclave de 1823 lors duquel Léon XII est élu, au conclave de 1829 (élection de Pie VIII) et au conclave de 1830-1831 (élection de Grégoire XVI).

## Succession apostolique
Carlo Maria Pedicini a ordonné les évêques suivants :
- Archevêque Julien-Marie-François-Xavier Hillereau (1832)
- Archevêque Paolo Marusci (gl) (1832)
- Évêque Étienne Jérôme Rouchouze, SS.CC. (1833)
- Cardinal Silvestro Belli (1842)